# Aminta Granera
Aminta Granera Sacasa (León, 18 de septiembre de 1952) es una exrevolucionaria sandinista y directora de la Policía Nacional de Nicaragua desde el 5 de septiembre de 2006 hasta el 28 de abril de 2018.

## Carrera
Después de estudios en la Universidad de Georgetown en Estados Unidos, Granera decidió hacerse monja. Ella comenzó su noviciado con las Religiosas de la Asunción en la Ciudad de Guatemala, pero abandonó su formación religiosa en 1976 para unirse a la insurrección sandinista contra el dictador Anastasio Somoza Debayle. Como revolucionaria, era parte de un grupo de insurrección urbana cristiana. Después del derrocamiento de Somoza en 1979, se unió a la policía, ayudando a crear unidades especiales para combatir la violencia contra las mujeres y los delitos contra los niños. También trabajó contra la corrupción policial. En 2006, fue nombrada jefa de la Policía Nacional por el presidente Enrique Bolaños Geyer. Empezó su mandato con la sustitución de varios oficiales de alto rango de la policía. En 2011, fue nombrada para un segundo mandato por el presidente Daniel Ortega, a través de un decreto presidencial, que violó la ley orgánica de la Policía Nacional  Durante su mandato trabajó para aumentar el número de mujeres que sirven en las fuerzas policiales, con el objetivo de alcanzar el 50 por ciento.
Renunció al cargo tras las protestas antigubernamentales de abril de 2018, tras las críticas de la actuación de la policía contra los manifestantes, que dejaron al menos 212 personas muertas hasta el 19 de junio según informe de la Comisión Interamericana de Derechos Humanos .y la muerte de 22 policías a manos de grupos subversivos dentro de los protestantes.

## Vida personal
Granera está casada con el economista Oswaldo Gutiérrez, con quien tiene tres hijos. El primero nació durante la guerra revolucionaria. Después de dejar al niño con la abuelita, ella volvió a la guerra.